# The Locust (2022)

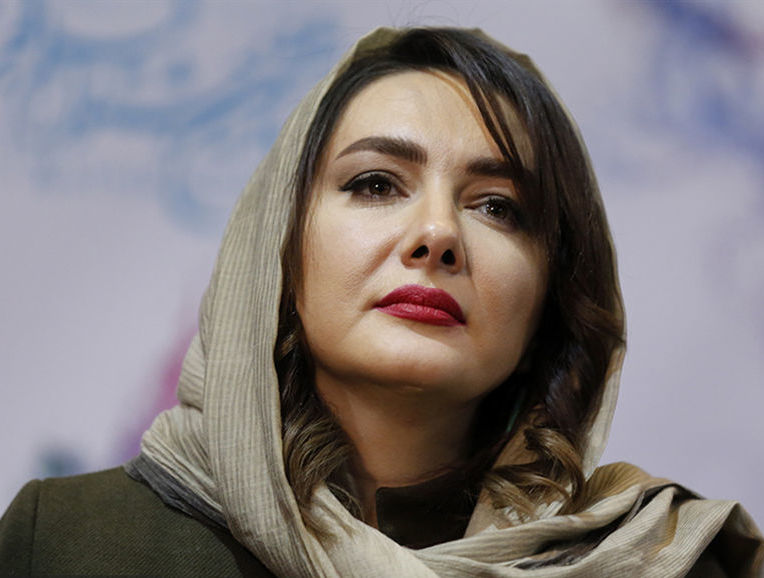
Hanieh Tavassoli (2018)

The Locust (Originaltitel: Malakh) ist ein iranischer Film der Regisseurin Faezeh Azizkhani aus dem Jahr 2022. Premiere feierte der Film im März 2022 auf dem Filmfestival South by Southwest – SXSW (USA).

## Handlung

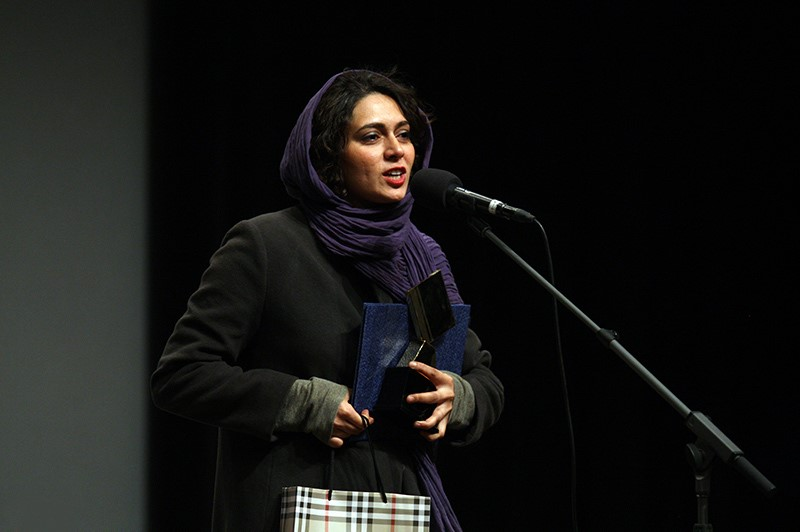
Pegah Ahangarani

Hanieh und ihre Freundin Pegah fahren mit dem Auto zu den Vorarbeiten an ihrem geplanten Film. Im Auto unterhalten sie sich die zwei Frauen. Der Produzent hat einige wichtige Szenen rausgeschnitten und Hanieh ist empört. Das Werk, an dem sie fünf Jahre geschrieben hat, wird nicht verstanden oder gebührend behandelt. Bevor die beiden aussteigen, vertraut Hanieh ihrer Freundin an, dass sie seit dem sie aus dem Koma erwacht ist, ihren verstorbenen Vater regelmäßig  im Traum begegnet. Als die beiden Freundinnen die Treppe zur Wohnung hinauflaufen, bitte Pegah Hanieh sich zurückzuhalten und ihr ihre künstlerische Freiheit zu lassen. Hanieh bleibt vor der Tür stehen und verrät der Kamera, dass sie morgens zu starken Beruhigungsmitteln gegriffen hat, um sich bei den Arbeiten zurückhalten zu können. Die Filmcrew besteht aus einer kleinen Gruppe von Männern und Frauen. Alle reden durcheinander und ein Hahn, der für die Dreharbeiten gebraucht wird, wird begutachtet und von Hanieh als nicht fett und gesund genug beurteilt, woraufhin die anderen beginnen über die schwierige Zusammenarbeit zu tuscheln. Es wird gegessen, Tee getrunken und über das Drehbuch diskutiert sowie über verschiedene Passagen gesprochen. Immer wieder kommt es zu Unterbrechungen und Wutausbrüchen verschiedener Personen. Es werden Vorschläge gemacht, welche Textstellen gekürzt oder ganz gestrichen werden sollten. Vor allem die weibliche Protagonistin und ihr Verhalten wird kritisiert und laut diskutiert. Die Stimmung kippt immer mehr, Hanieh muss mehrmals den Raum verlassen und sich sammeln, ab und an raucht sie eine Zigarette. Als Hanieh allein im Hinterraum auf dem Boden liegt, kommt Pegah herein und die beiden beginnen sich zu unterhalten. Hanieh beschuldigt Pegah ihr Werk zu ruinieren und außerdem die falschen Schauspieler ausgesucht zu haben. Sie betont, wie wichtig ihr die Protagonistin sei und dass sich der Film um diese eine Frau drehen sollte, nicht um die Meinungen der Schauspieler. Pegah spricht die mangelnden Gelder und Ressourcen an und auch die schwierigen Umstände den Film zu realisieren. Zum Mittagessen verlässt Hanieh die Wohnung und begibt sich auf das Dach. Nach einem Schnitt sieht man sie in einem Wald auf dem Boden sitzen. Wenig später kommt ihr Vater mit einem Fahrrad – die beiden scheinen verabredet gewesen zu sein. Hanieh sieht älter aus als ihr Vater, der wohl jung verstorben ist. Die Tochter beginnt von ihren Sorgen zu erzählen, von der Miete die sie nicht zahlen kann und von dem drohenden Rauswurf aus ihrer Wohnung. Der Vater sagt, sie hätte einen richtigen Job annehmen sollen, mit ordentlichem Gehalt und einer Krankenversicherung. Dann fragt er nach dem Film. Hanieh erzählt, dass sie den Film verkauft hat, was den Vater wütend macht. Plötzlich verschwindet der er und Hanieh befindet sich wieder in der Wohnung. Zurück bei der Arbeit setzen sich die Konflikte fort. Es kommt so weit, dass Hanieh die Wohnung fluchtartig verlässt. Pegah versucht die Freundin aufzuhalten, doch das Gespräch artet aus. Hanieh möchte ihr Skript zurückhaben, sie behauptet, dass die andern ihre Charaktere nicht verstehen würden und die vielen Änderungen das Werk zerstören würden. Die Situation eskaliert weiter, als plötzlich Hanieh's Brüder und die Mutter auftauchen und Hanieh mitnehmen wollen. Sie soll die Papiere unterzeichnen, die den Verkauf des Vaterhauses ermöglichen. Hanieh stäubt sich. Immer wieder spricht sie ihre Gedanken direkt in die Kamera. Die Mutter beginnt die Tochter für ihre Lebensentscheidungen und ihre gescheiterte Beziehung zu kritisieren. Spätestens hier wird deutlich, dass es sich bei dem Skript um Hanieh's eigenes Leben handelt. Als Pegah erfährt, dass nun auch noch der Investor verhaftet wurde, gerät die Filmcrew in Aufruhr, das Projekt scheint gescheitert. Alle verlassen die Wohnung, Hanieh spricht mit ihrem verstorbenen Vater und geht dann auf das Dach. Es ist Nacht und man hört nur noch die fernen Geräusche der Straßen. Pegah die Angst hat, ihre Freundin könne sich etwas antun, kommt ebenfalls die Treppe nach oben. Sie fragt: „was wirst du morgen tun?“, doch die Frage bleibt offen.

## Produktion
Die Produktion des Filmes fand unter Zeitdruck statt und wurde mit einem kleinen Budget realisiert. Die Schauspieler wurden bereits einige zeit vor dem Produktionsstart ausgewählt. Hierbei wurde darauf geachtet, dass bereits vor Drehstart eine Harmonische Grundstimmung herrschte und die Schauspieler Emotionen die sie verkörpern sollten bereits erlebt hatten. Außerdem arbeitet die Regisseurin gerne mit unbekannten Namen, gab jedoch in einem Interview zu, dass sie für The Locust auch bekanntere Schauspieler ausgewählt hat. Aufgrund der hohen Zensur im Iran, werden bestimmte Themen in den Dialogen nur angedeutet oder Interpretation von Realität und Fiktion dem Zuschauer überlassen.

## Auszeichnungen
Der Film lief auf zahlreichen Festival, u. a. beim Edinburgh International Film Festival (UK – August 2022), dem  Sao Paulo International Film Festival (Brazil – October 2022), sowie auf dem Festival of Iranian Films in Smithsonian Museum (USA – February 2023) und dem Filmfestival South by Southwest – SXSW (USA – March 2022).